# ゲイル・エドワーズ
ゲイル・エドワーズ（Gail Edwards, 1952年9月27日 - ）は、アメリカ合衆国出身の女優である。

## 出演作品

### テレビ
- 世にも不思議なアメージング・ストーリー2
- レストランは大騒ぎ
- ブロッサム
- フルハウス
- フラーハウス

### 映画
- ホロウ・ポイント/法廷からの殺人鬼
- ゲット・クレイジー